# 이치기촌 (시마네현)
이치기촌(市木村)은 일본 시마네현 오치군에 설치되었던 촌이다. 현재의 오치군 오난정, 하마다시의 일부에 해당한다.